# Phyllonorycter deleta
Phyllonorycter deleta là một loài bướm đêm thuộc họ Gracillariidae. Nó được tìm thấy ở Thổ Nhĩ Kỳ.